# Список астероїдів (29301—29400)
| Назва                               | Тимчасове позначення | Дата відкриття    | Місце відкриття                               | Відкривач                           |
| ----------------------------------- | -------------------- | ----------------- | --------------------------------------------- | ----------------------------------- |
| (29301) 1993 TQ31                   | 1993 TQ31            | 9 жовтня 1993     | Обсерваторія Ла-Сілья                         | Ерік Вальтер Ельст                  |
| (29302) 1993 TY34                   | 1993 TY34            | 9 жовтня 1993     | Обсерваторія Ла-Сілья                         | Ерік Вальтер Ельст                  |
| (29303) 1993 TO36                   | 1993 TO36            | 11 жовтня 1993    | Паломарська обсерваторія                      | Генрі Гольт                         |
| (29304) 1993 TF37                   | 1993 TF37            | 9 жовтня 1993     | Обсерваторія Ла-Сілья                         | Ерік Вальтер Ельст                  |
| (29305) 1993 TJ38                   | 1993 TJ38            | 9 жовтня 1993     | Обсерваторія Ла-Сілья                         | Ерік Вальтер Ельст                  |
| (29306) 1993 TK38                   | 1993 TK38            | 9 жовтня 1993     | Обсерваторія Ла-Сілья                         | Ерік Вальтер Ельст                  |
| 29307 Torbernbergman                | 1993 TB39            | 9 жовтня 1993     | Обсерваторія Ла-Сілья                         | Ерік Вальтер Ельст                  |
| (29308) 1993 UF1                    | 1993 UF1             | 20 жовтня 1993    | Паломарська обсерваторія                      | Е. Гелін                            |
| (29309) 1993 VF1                    | 1993 VF1             | 15 листопада 1993 | Обсерваторія Дінік                            | Ацуші Суґіе                         |
| (29310) 1993 VA5                    | 1993 VA5             | 15 листопада 1993 | Обсерваторія Кійосато                         | Сатору Отомо                        |
| 29311 Lesire                        | 1994 BQ3             | 16 січня 1994     | Коссоль                                       | Ерік Вальтер Ельст, Крістіан Поллас |
| (29312) 1994 BL4                    | 1994 BL4             | 21 січня 1994     | Фудзієда                                      | Х. Шіодзава, Такеші Урата           |
| (29313) 1994 CR                     | 1994 CR              | 4 лютого 1994     | Обсерваторія Кушіро                           | Сейджі Уеда, Хіроші Канеда          |
| 29314 Eurydamas                     | 1994 CR18            | 8 лютого 1994     | Обсерваторія Ла-Сілья                         | Ерік Вальтер Ельст                  |
| (29315) 1994 EV5                    | 1994 EV5             | 9 березня 1994    | Коссоль                                       | Ерік Вальтер Ельст                  |
| (29316) 1994 LY1                    | 1994 LY1             | 7 червня 1994     | Обсерваторія Кітт-Пік                         | Spacewatch                          |
| (29317) 1994 PR9                    | 1994 PR9             | 10 серпня 1994    | Обсерваторія Ла-Сілья                         | Ерік Вальтер Ельст                  |
| (29318) 1994 PH14                   | 1994 PH14            | 10 серпня 1994    | Обсерваторія Ла-Сілья                         | Ерік Вальтер Ельст                  |
| (29319) 1994 PS14                   | 1994 PS14            | 10 серпня 1994    | Обсерваторія Ла-Сілья                         | Ерік Вальтер Ельст                  |
| (29320) 1994 PW14                   | 1994 PW14            | 10 серпня 1994    | Обсерваторія Ла-Сілья                         | Ерік Вальтер Ельст                  |
| (29321) 1994 PL16                   | 1994 PL16            | 10 серпня 1994    | Обсерваторія Ла-Сілья                         | Ерік Вальтер Ельст                  |
| (29322) 1994 PS16                   | 1994 PS16            | 10 серпня 1994    | Обсерваторія Ла-Сілья                         | Ерік Вальтер Ельст                  |
| (29323) 1994 PN19                   | 1994 PN19            | 12 серпня 1994    | Обсерваторія Ла-Сілья                         | Ерік Вальтер Ельст                  |
| (29324) 1994 PM31                   | 1994 PM31            | 12 серпня 1994    | Обсерваторія Ла-Сілья                         | Ерік Вальтер Ельст                  |
| (29325) 1994 PN39                   | 1994 PN39            | 10 серпня 1994    | Обсерваторія Ла-Сілья                         | Ерік Вальтер Ельст                  |
| (29326) 1994 RK3                    | 1994 RK3             | 2 вересня 1994    | Обсерваторія Кітт-Пік                         | Spacewatch                          |
| (29327) 1994 SV9                    | 1994 SV9             | 28 вересня 1994   | Обсерваторія Кітт-Пік                         | Spacewatch                          |
| 29328 Хансінтайґерс (Hanshintigers) | 1994 TU14            | 13 жовтня 1994    | Обсерваторія Кісо                             | Обсерваторія Кісо                   |
| 29329 Кнобельсдорф (Knobelsdorff)   | 1994 TN16            | 5 жовтня 1994     | Обсерваторія Карла Шварцшильда                | Ф. Бернґен                          |
| (29330) 1994 UK                     | 1994 UK              | 31 жовтня 1994    | Обсерваторія Оїдзумі                          | Такао Кобаяші                       |
| (29331) 1994 UC8                    | 1994 UC8             | 28 жовтня 1994    | Обсерваторія Кітт-Пік                         | Spacewatch                          |
| (29332) 1994 VE                     | 1994 VE              | 1 листопада 1994  | Обсерваторія Оїдзумі                          | Такао Кобаяші                       |
| (29333) 1994 VE2                    | 1994 VE2             | 8 листопада 1994  | Обсерваторія Оїдзумі                          | Такао Кобаяші                       |
| (29334) 1994 XJ                     | 1994 XJ              | 3 грудня 1994     | Обсерваторія Оїдзумі                          | Такао Кобаяші                       |
| (29335) 1994 XL                     | 1994 XL              | 3 грудня 1994     | Обсерваторія Оїдзумі                          | Такао Кобаяші                       |
| (29336) 1994 YT1                    | 1994 YT1             | 31 грудня 1994    | Обсерваторія Оїдзумі                          | Такао Кобаяші                       |
| 29337 Hakurojo                      | 1995 AE1             | 6 січня 1995      | Обсерваторія Ґейсей                           | Тсутому Секі                        |
| (29338) 1995 AV2                    | 1995 AV2             | 2 січня 1995      | Обсерваторія Кушіро                           | Сейджі Уеда, Хіроші Канеда          |
| (29339) 1995 BA                     | 1995 BA              | 19 січня 1995     | Обсерваторія Оїдзумі                          | Такао Кобаяші                       |
| (29340) 1995 BF                     | 1995 BF              | 23 січня 1995     | Обсерваторія Оїдзумі                          | Такао Кобаяші                       |
| (29341) 1995 BC1                    | 1995 BC1             | 25 січня 1995     | Обсерваторія Оїдзумі                          | Такао Кобаяші                       |
| (29342) 1995 CF1                    | 1995 CF1             | 3 лютого 1995     | Нюкаса                                        | Масанорі Хірасава, Шохеї Судзукі    |
| (29343) 1995 CK10                   | 1995 CK10            | 1 лютого 1995     | Обсерваторія Наті-Кацуура                     | Йошісада Шімідзу, Такеші Урата      |
| (29344) 1995 DX                     | 1995 DX              | 20 лютого 1995    | Обсерваторія Оїдзумі                          | Такао Кобаяші                       |
| 29345 Іванданілов (Ivandanilov)     | 1995 DS1             | 22 лютого 1995    | Станція Зеленчуцька обсерваторії Енгельгарта  | Т. Крячко                           |
| 29346 Маріядіна (Mariadina)         | 1995 DB13            | 25 лютого 1995    | Обсерваторія Азіаґо                           | Маура Томбеллі                      |
| 29347 Natta                         | 1995 EU              | 5 березня 1995    | Коллеверде ді Ґвідонія                        | Вінченцо Касуллі                    |
| 29348 Крісвік (Criswick)            | 1995 FD              | 28 березня 1995   | Обсерваторія Кліменгаґа університету Вікторії | Девід Белем                         |
| (29349) 1995 FQ4                    | 1995 FQ4             | 23 березня 1995   | Обсерваторія Кітт-Пік                         | Spacewatch                          |
| (29350) 1995 FQ20                   | 1995 FQ20            | 31 березня 1995   | Обсерваторія Кітт-Пік                         | Spacewatch                          |
| (29351) 1995 HP2                    | 1995 HP2             | 25 квітня 1995    | Обсерваторія Кітт-Пік                         | Spacewatch                          |
| (29352) 1995 JR                     | 1995 JR              | 1 травня 1995     | Обсерваторія Кітт-Пік                         | Spacewatch                          |
| 29353 Ману (Manu)                   | 1995 OG              | 19 липня 1995     | Обсерваторія Пістоїєзе                        | Андреа Боаттіні, Лучано Тезі        |
| (29354) 1995 OR1                    | 1995 OR1             | 19 липня 1995     | Станція Сінлун                                | SCAP                                |
| 29355 Сіратакаяма (Siratakayama)    | 1995 QX3             | 28 серпня 1995    | Обсерваторія Наніо                            | Томімару Окуні                      |
| 29356 Джіовардуїно (Giovarduino)    | 1995 SY29            | 25 вересня 1995   | Обсерваторія Плеяди                           | Плініо Антоліні                     |
| (29357) 1995 YE6                    | 1995 YE6             | 16 грудня 1995    | Обсерваторія Кітт-Пік                         | Spacewatch                          |
| (29358) 1996 AY7                    | 1996 AY7             | 12 січня 1996     | Обсерваторія Кітт-Пік                         | Spacewatch                          |
| (29359) 1996 BK                     | 1996 BK              | 16 січня 1996     | Вішнянська обсерваторія                       | Вішнянська обсерваторія             |
| (29360) 1996 BR14                   | 1996 BR14            | 18 січня 1996     | Обсерваторія Кітт-Пік                         | Spacewatch                          |
| 29361 Botticelli                    | 1996 CY              | 9 лютого 1996     | Коллеверде ді Ґвідонія                        | Вінченцо Касуллі                    |
| 29362 Azumakofuzi                   | 1996 CY2             | 15 лютого 1996    | Обсерваторія Наніо                            | Томімару Окуні                      |
| (29363) 1996 CW8                    | 1996 CW8             | 14 лютого 1996    | Обсерваторія Азіаґо                           | Уліссе Мунарі, Маура Томбеллі       |
| (29364) 1996 DG                     | 1996 DG              | 18 лютого 1996    | Обсерваторія Оїдзумі                          | Такао Кобаяші                       |
| (29365) 1996 DN2                    | 1996 DN2             | 23 лютого 1996    | Обсерваторія Оїдзумі                          | Такао Кобаяші                       |
| (29366) 1996 DS6                    | 1996 DS6             | 16 лютого 1996    | Коссоль                                       | Ерік Вальтер Ельст                  |
| (29367) 1996 EN12                   | 1996 EN12            | 13 березня 1996   | Обсерваторія Кітт-Пік                         | Spacewatch                          |
| (29368) 1996 FF2                    | 1996 FF2             | 20 березня 1996   | Обсерваторія Галеакала                        | NEAT                                |
| (29369) 1996 FK2                    | 1996 FK2             | 21 березня 1996   | Обсерваторія Галеакала                        | NEAT                                |
| (29370) 1996 FQ4                    | 1996 FQ4             | 18 березня 1996   | Обсерваторія Галеакала                        | NEAT                                |
| (29371) 1996 FG16                   | 1996 FG16            | 22 березня 1996   | Обсерваторія Ла-Сілья                         | Ерік Вальтер Ельст                  |
| (29372) 1996 GA                     | 1996 GA              | 5 квітня 1996     | Вішнянська обсерваторія                       | Вішнянська обсерваторія             |
| 29373 Hamanowa                      | 1996 GP2             | 14 квітня 1996    | Обсерваторія Наніо                            | Томімару Окуні                      |
| 29374 Kazumitsu                     | 1996 GZ2             | 13 квітня 1996    | Обсерваторія Кітамі                           | Кін Ендате, Кадзуро Ватанабе        |
| (29375) 1996 GN17                   | 1996 GN17            | 15 квітня 1996    | Обсерваторія Ла-Сілья                         | Ерік Вальтер Ельст                  |
| (29376) 1996 GU17                   | 1996 GU17            | 15 квітня 1996    | Обсерваторія Ла-Сілья                         | Ерік Вальтер Ельст                  |
| (29377) 1996 GV18                   | 1996 GV18            | 15 квітня 1996    | Обсерваторія Ла-Сілья                         | Ерік Вальтер Ельст                  |
| (29378) 1996 HP4                    | 1996 HP4             | 18 квітня 1996    | Обсерваторія Кітт-Пік                         | Spacewatch                          |
| (29379) 1996 HX12                   | 1996 HX12            | 17 квітня 1996    | Обсерваторія Ла-Сілья                         | Ерік Вальтер Ельст                  |
| (29380) 1996 HO13                   | 1996 HO13            | 17 квітня 1996    | Обсерваторія Ла-Сілья                         | Ерік Вальтер Ельст                  |
| (29381) 1996 HR15                   | 1996 HR15            | 18 квітня 1996    | Обсерваторія Ла-Сілья                         | Ерік Вальтер Ельст                  |
| (29382) 1996 HM16                   | 1996 HM16            | 18 квітня 1996    | Обсерваторія Ла-Сілья                         | Ерік Вальтер Ельст                  |
| (29383) 1996 HA23                   | 1996 HA23            | 20 квітня 1996    | Обсерваторія Ла-Сілья                         | Ерік Вальтер Ельст                  |
| (29384) 1996 HO23                   | 1996 HO23            | 20 квітня 1996    | Обсерваторія Ла-Сілья                         | Ерік Вальтер Ельст                  |
| (29385) 1996 JT                     | 1996 JT              | 13 травня 1996    | Обсерваторія Галеакала                        | NEAT                                |
| (29386) 1996 JC5                    | 1996 JC5             | 10 травня 1996    | Обсерваторія Кітт-Пік                         | Spacewatch                          |
| (29387) 1996 JC6                    | 1996 JC6             | 11 травня 1996    | Обсерваторія Кітт-Пік                         | Spacewatch                          |
| (29388) 1996 JD6                    | 1996 JD6             | 11 травня 1996    | Обсерваторія Кітт-Пік                         | Spacewatch                          |
| (29389) 1996 LZ                     | 1996 LZ              | 13 червня 1996    | Обсерваторія Галеакала                        | NEAT                                |
| (29390) 1996 LO3                    | 1996 LO3             | 11 червня 1996    | Обсерваторія Кітт-Пік                         | Spacewatch                          |
| 29391 Найт (Knight)                 | 1996 MB              | 17 червня 1996    | Обсерваторія Джорджа                          | Обсерваторія Джорджа                |
| (29392) 1996 MN1                    | 1996 MN1             | 16 червня 1996    | Обсерваторія Кітт-Пік                         | Spacewatch                          |
| (29393) 1996 NA3                    | 1996 NA3             | 14 липня 1996     | Обсерваторія Ла-Сілья                         | Ерік Вальтер Ельст                  |
| 29394 Hirokohamanowa                | 1996 NR5             | 12 липня 1996     | Обсерваторія Наніо                            | Томімару Окуні                      |
| (29395) 1996 PO1                    | 1996 PO1             | 5 серпня 1996     | Обсерваторія Галеакала                        | AMOS                                |
| (29396) 1996 PM3                    | 1996 PM3             | 6 серпня 1996     | Станція Сінлун                                | SCAP                                |
| (29397) 1996 RU3                    | 1996 RU3             | 13 вересня 1996   | Обсерваторія Галеакала                        | NEAT                                |
| (29398) 1996 RM5                    | 1996 RM5             | 15 вересня 1996   | Станція Сінлун                                | SCAP                                |
| (29399) 1996 RO5                    | 1996 RO5             | 15 вересня 1996   | Станція Сінлун                                | SCAP                                |
| (29400) 1996 RO6                    | 1996 RO6             | 5 вересня 1996    | Обсерваторія Кітт-Пік                         | Spacewatch                          |

| ← Астероїди 20001—30000 → |             |             |             |             |             |             |             |             |             |
| 20001—20100               | 21001—21100 | 22001—22100 | 23001—23100 | 24001—24100 | 25001—25100 | 26001—26100 | 27001—27100 | 28001—28100 | 29001—29100 |
| 20101—20200               | 21101—21200 | 22101—22200 | 23101—23200 | 24101—24200 | 25101—25200 | 26101—26200 | 27101—27200 | 28101—28200 | 29101—29200 |
| 20201—20300               | 21201—21300 | 22201—22300 | 23201—23300 | 24201—24300 | 25201—25300 | 26201—26300 | 27201—27300 | 28201—28300 | 29201—29300 |
| 20301—20400               | 21301—21400 | 22301—22400 | 23301—23400 | 24301—24400 | 25301—25400 | 26301—26400 | 27301—27400 | 28301—28400 | 29301—29400 |
| 20401—20500               | 21401—21500 | 22401—22500 | 23401—23500 | 24401—24500 | 25401—25500 | 26401—26500 | 27401—27500 | 28401—28500 | 29401—29500 |
| 20501—20600               | 21501—21600 | 22501—22600 | 23501—23600 | 24501—24600 | 25501—25600 | 26501—26600 | 27501—27600 | 28501—28600 | 29501—29600 |
| 20601—20700               | 21601—21700 | 22601—22700 | 23601—23700 | 24601—24700 | 25601—25700 | 26601—26700 | 27601—27700 | 28601—28700 | 29601—29700 |
| 20701—20800               | 21701—21800 | 22701—22800 | 23701—23800 | 24701—24800 | 25701—25800 | 26701—26800 | 27701—27800 | 28701—28800 | 29701—29800 |
| 20801—20900               | 21801—21900 | 22801—22900 | 23801—23900 | 24801—24900 | 25801—25900 | 26801—26900 | 27801—27900 | 28801—28900 | 29801—29900 |
| 20901—21000               | 21901—22000 | 22901—23000 | 23901—24000 | 24901—25000 | 25901—26000 | 26901—27000 | 27901—28000 | 28901—29000 | 29901—30000 |